# Lixhe
Lixhe (în neerlandeză Lieze) este un sat în provincia belgiană Liège și un sector al orașului Visé. Centrul satului este situat între Canalul Albert la vest și fluviul Meuse la est.
Localitatea Lixhe era ea însăși o comună înainte de fuziunea comunelor din 1977. Satul Lixhe este compus din trei cătune, sau cartiere: Lixhe, Loën și Nivelle. Nivelles este așezat de-a lungul fluviului Meuse, la nord de vatra satului, iar Loën este la vest, de cealaltă parte a Canalului Albert.

## Etimologie
Conform unor autori, numele Lixhe provine de la leții Lagenses pomeniți în Notitia Dignitatum care s-au stabilit în zonă. Conform altor opinii, numele Lixhe („Lysia” în 1111, „Lise” în 1160 și 1180) nu diferă de alte locuri din regiune precum „Préixhe, „Oulpixhe”, „Droixhe” sau „Enixhe”, toate așezate în lungul unui râu sau fluviu. În limba valonă litera „X” nu se pronunță, astfel că aceste toponime devin „Lihe”, „Préihe”, etc. Pentru localnici, numele satului derivă din cuvântul celtic iskhâ, seminificând pește sau pescărie. Această versiune a originii denumirii este justificată prin faptul că pescăriile satului sunt renumite din cele mai vechi timpuri.
În satele flamande de pe malul stâng al fluviului Meuse, locuitorii încă se referă la Lixhe sub numele de „Yser” sau „Yseren”, o deformare a cuvântului Isara întâlnit în multe părți din Europa cu referire la râuri.

## Geografie
Lixhe are o poziție deosebită, fiind situat pe o limbă relativ îngustă de pământ între Canalul Albert și Meuse, la mică distanță spre sud de frontiera dintre Belgia și Țările de Jos. Frontiera cu Germania se află și ea la doar câțiva kilometri depărtare spre est.

## Istorie

### Cele două războaie mondiale
Pe 7 august 1914, Regimentul 90 Infanterie al armatei imperiale germane a ucis 11 civili și a distrus 11 locuințe în timpul atrocităților germane comise la începutul invaziei Belgiei din Primul Război Mondial. Cadavrele a trei civili executați prin spânzurare au fost lăsate să atârne de un arbore timp de opt zile, între ecluză și podul feroviar.
La Lixhe a fost amplasat primul din cele 90 de posturi de alertă de la frontiera de est a Belgiei, construite pentru a preveni invadarea țării de către Germania Nazistă. Postul de la Lixhe poartă numărul „PA 0”, în timp ce ultimul, „PA 90”, se află la Athus, în provincia Luxemburg.

## Turism

### Monumente și construcții notabile
- Biserica Saint-Lambert, remarcabilă prin turla sa masivă și cristelnițele de artă romanică;
- Conacul Jean-Remacle de la Tour, datând din secolul al XVIII-lea;[8]
- Barajul de la Lixhe, dotat cu o centrală hidroelectrică;[9]
- Canalul Albert;
- Ecluza de la Visé;

### Peisaje și natură
Lixhe este situat pe o peninsulă prelungă între fluviul Meuse și Canalul Albert, la circa 52 de metri deasupra nivelului mării. La vest de Lixhe se găsește colina Saint-Pierre, pe care este amenajată Rezervația naturală Muntele Saint-Pierre. 
La vest și la sud de sat sunt amplasate carierele de cretă pe care le exploatează fabrica de ciment de pe malul Canalului Albert.

## Economie
De peste un secol, satul Lixhe este gazda unor fabrici de ciment care exploatează depozitele de cretă, cea mai notabilă fiind fabrica ce aparține grupului german HeidelbergCement. Fabrica a fost înființată în 1950 și este exploatată de CBR Lieze, o societate din portofoliul HeidelbergCement. Întreprinderea este compusă din două cariere de calcar, la Loën și la Romont, o fabrică de clincher și un concasor. Terenul societății se întinde pe aproximativ 16 hectare, iar fabrica are o capacitate de 1,4 milioane de tone de ciment pe an. Pentru producție sunt necesare circa 2 milioane de tone de calcar de la cariere. Calcarul extras este apoi adus în incinta fabricii cu ajutorul benzilor transportoare. Aproximativ 20% din combustibil și celelalte materii prime necesare sunt transportate cu barjele pe Canalul Albert până la fabrică. Totuși, livrările se fac în special cu camioanele, în timp ce aproximativ o treime din produse sunt transportate cu barjele, inclusiv calcarul necesar celorlalte fabrici ale grupului. La sfârșitul anului 2012, în fabrică lucrau circa 200 de persoane.
Pentru producția de ciment este nevoie de multă energie. În acest scop se folosește în special lignit din Germania, dar instalația de la Lixhe este singura din Belgia care poate utiliza drept combustibil pneuri uzate de automobil sau de camion. Aproximativ 0,7-0,8 tone de CO2 sunt eliberate în atmosferă pentru producția unei singure tone de clincher. În cadrul unui proiect cu finanțare europeană, CBR Lixhe testează o instalație care permite reducerea emisiilor de CO2, iar rezultatele sunt încurajatoare.

## Transport
Drumul național N602 trece pe la sud de sat și traversează pe un pod rutier Canalul Albert, iar fluviul Meuse pe barajul de la Lixhe. Tot la sud de sat trece și traseul căii ferate 24, care traversează Canalul Albert pe un pod feroviar, iar fluviul Meuse pe Pont des Allemands.

## Galerie de imagini

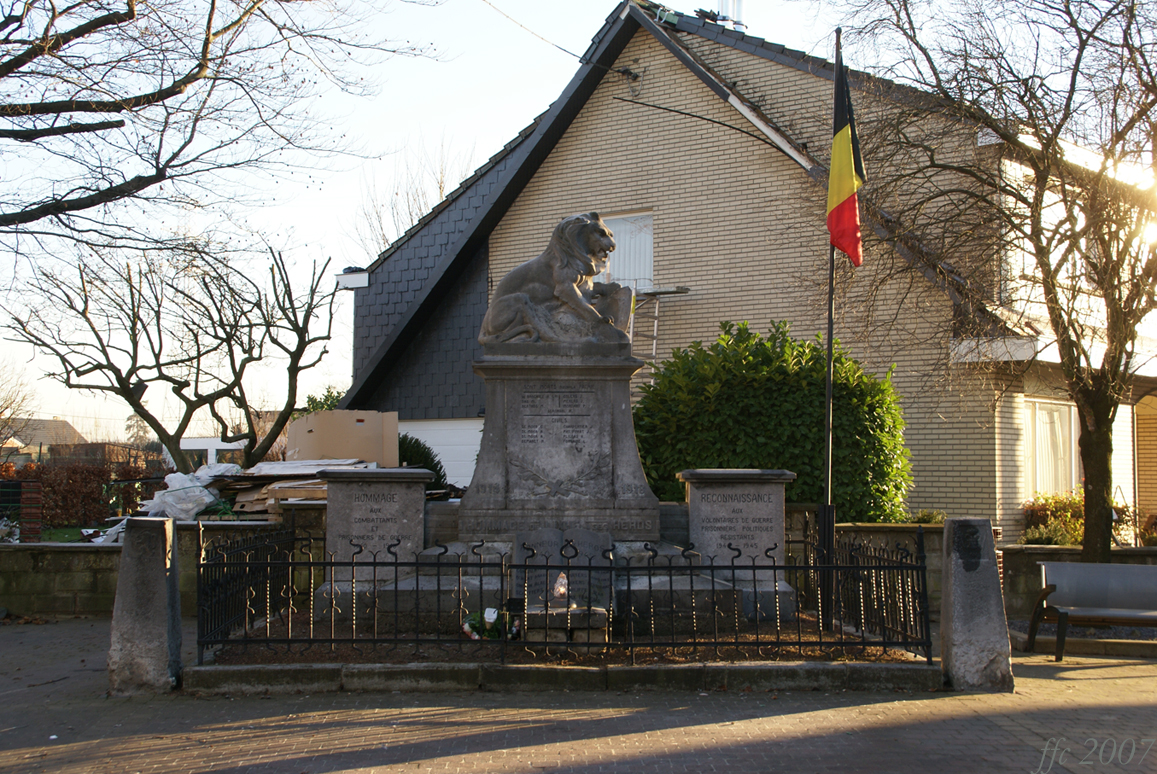
Monumentul eroilor din războaiele mondiale.
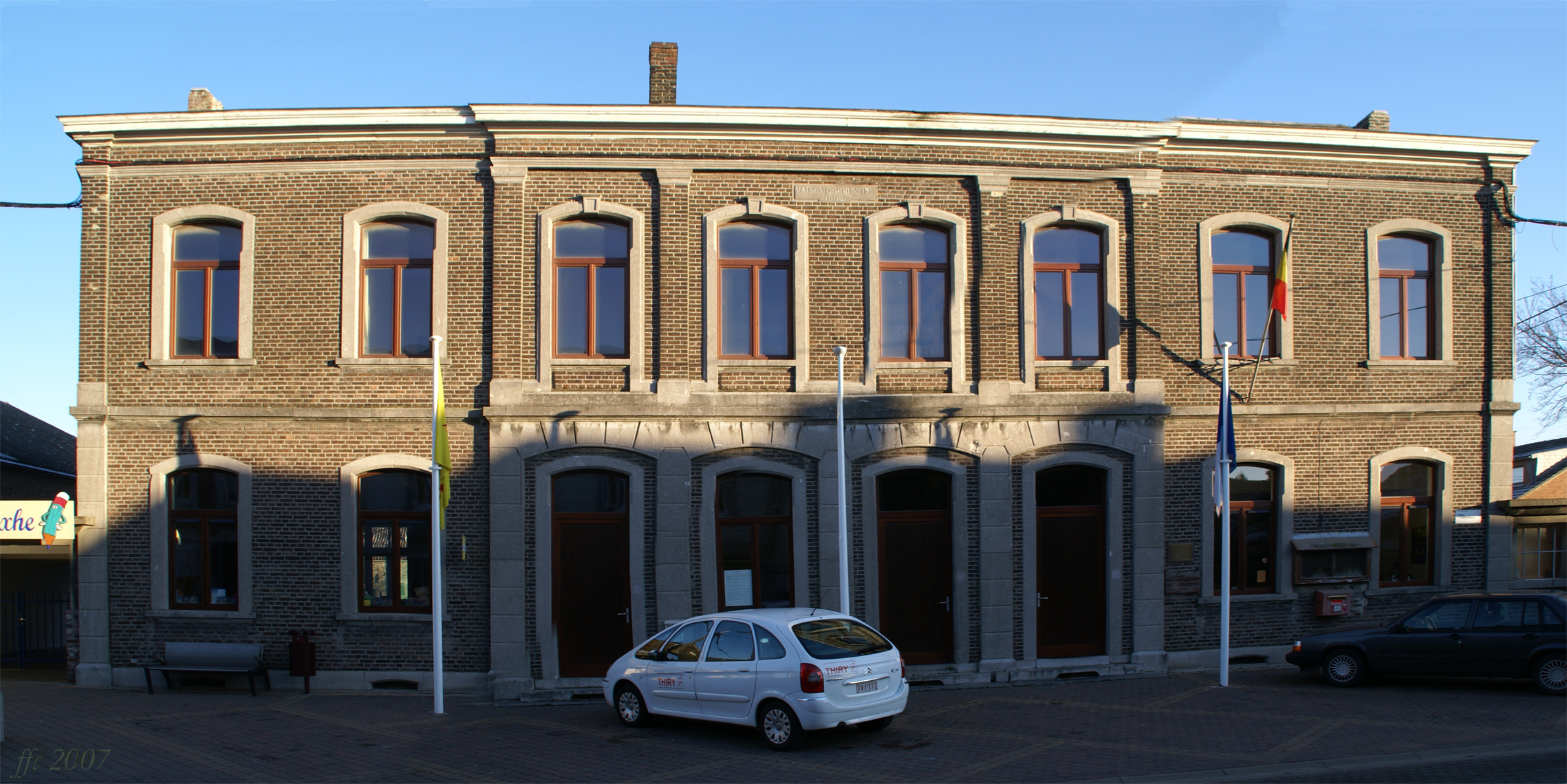
Fosta primărie
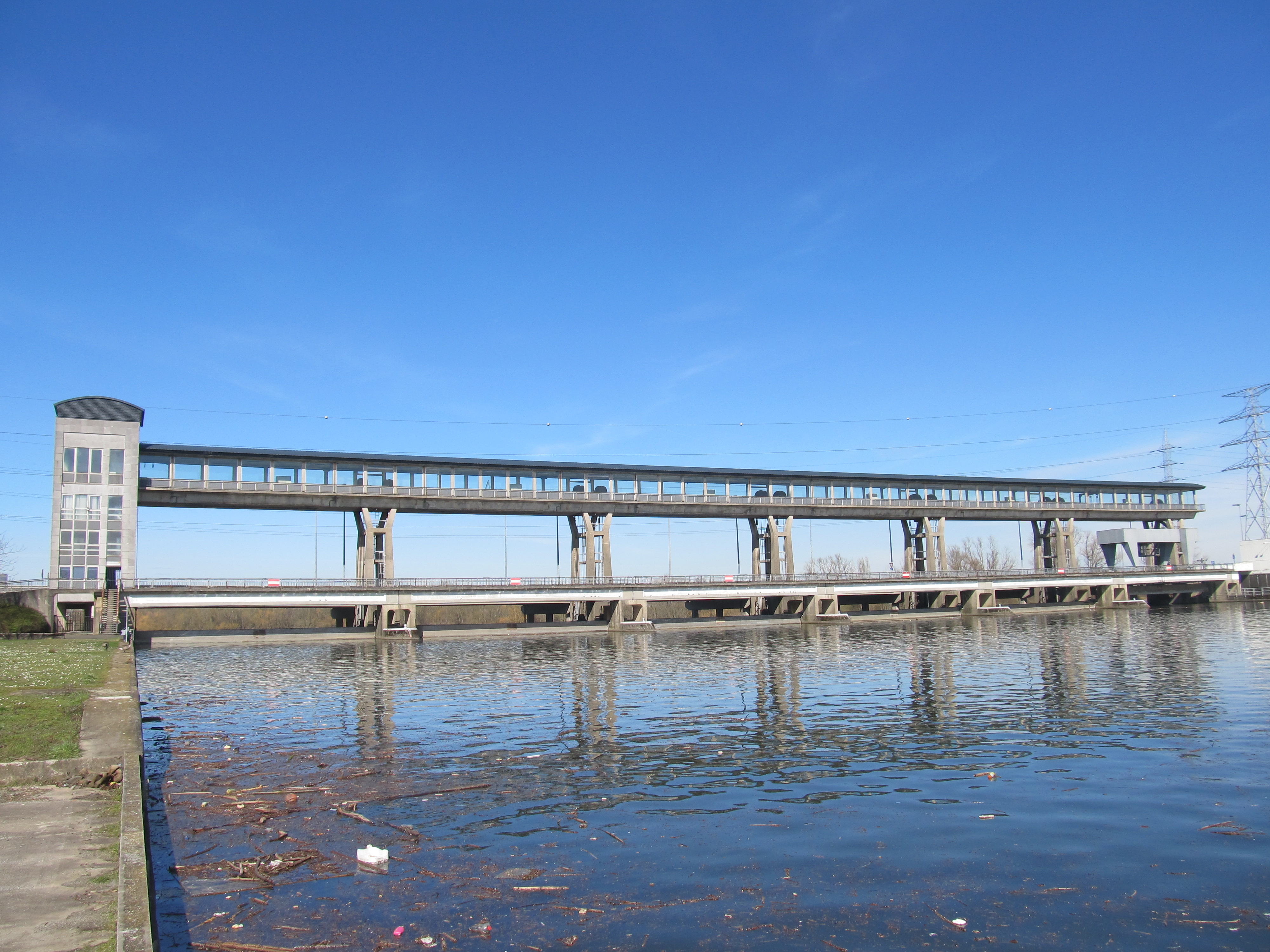
Barajul peste fluviul Meuse.
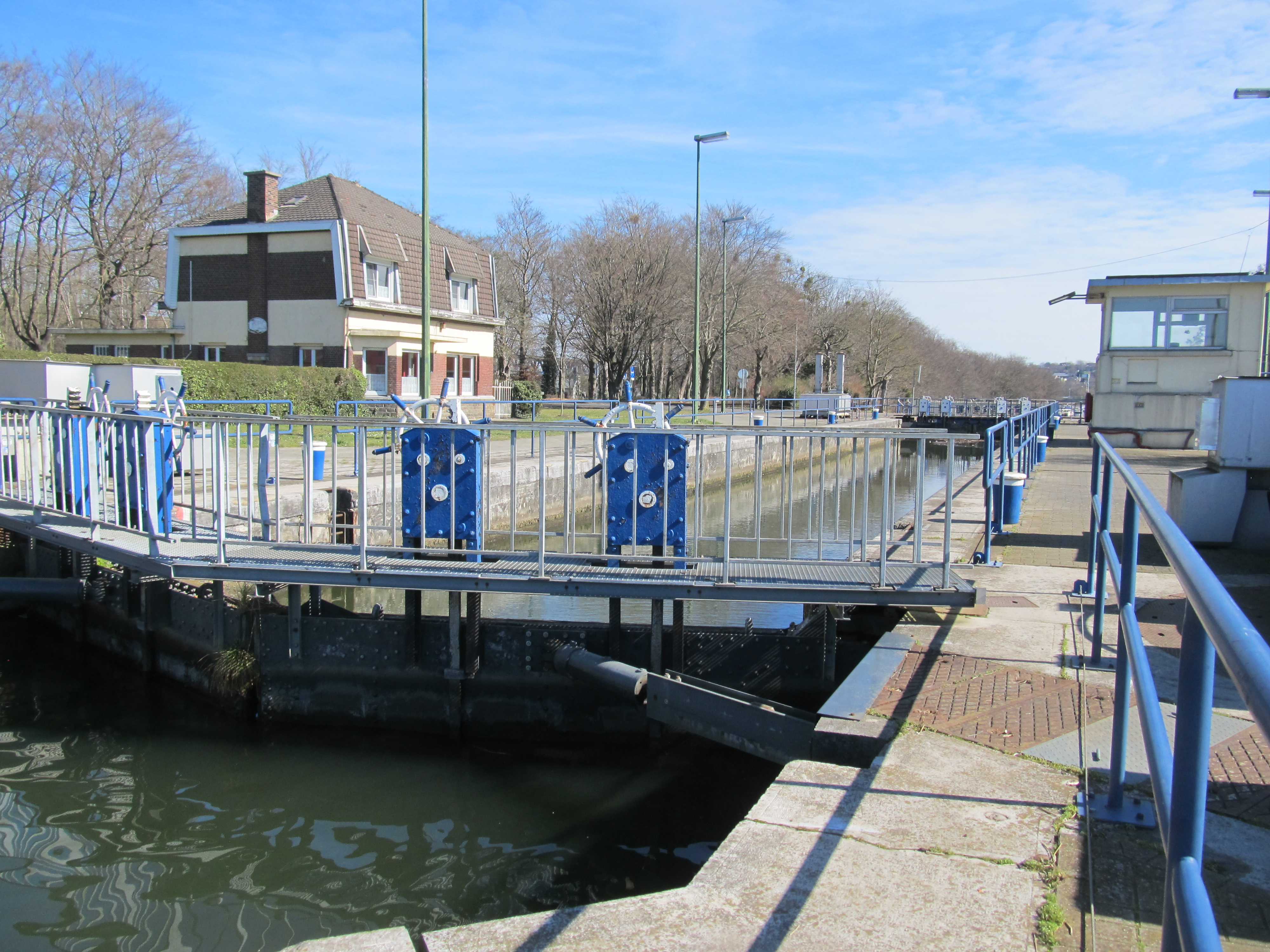
Ecluza canalului Haccourt-Visé.